# Muscle constricteur moyen du pharynx
Le muscle constricteur moyen du pharynx est un muscle du pharynx. Il est situé entre les deux autres muscles constricteurs du pharynx. 

## Description
Le muscle constricteur moyen du pharynx est divisé en deux parties : la partie chondro-pharyngienne et la partie cérato-pharyngienne.

## Origine
La partie chondro-pharyngienne nait du bord postérieur de la petite corne de l'os hyoïde et la partie cérato-pharyngienne nait du bord postérieur de la grande corne de l'os hyoïde.

## Trajet
Les deux parties se dirigent en arrière et s'épanouissent en éventail.
Les fibres les plus supérieures du muscle constricteur moyen se superposent à la partie inférieure du muscle constricteur supérieur et les inférieures se superposent aux fibres supérieures du muscle constricteur inférieur, assurant une continuité musculaire le long du pharynx.

## Insertion
Le muscle constricteur moyen du pharynx se termine par le raphé pharyngien.

## Innervation
Le muscle constricteur pharyngé supérieur est innervé par des rameaux du plexus pharyngien issu du nerf vague.

## Action
Le muscle constricteur moyen du pharynx provoque le rétrécissement du pharynx.

## Galerie

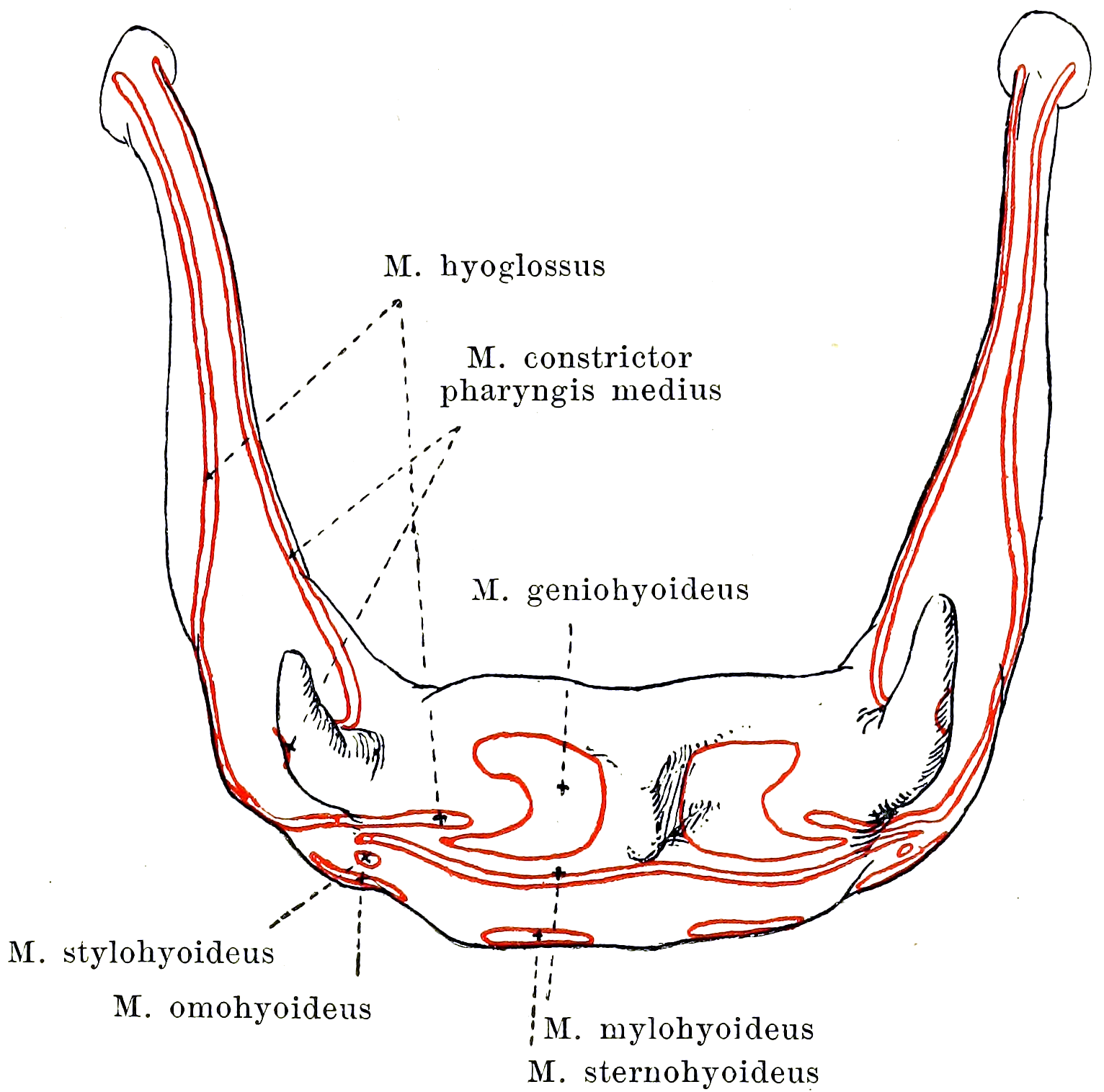
Insertion du muscle constricteur moyen du pharynx sur l'os hyoïde